# Polyplax sindensis
Polyplax sindensis är en insektsart som beskrevs av Shafi, Samad och Rehana 1984. Polyplax sindensis ingår i släktet Polyplax och familjen ledlöss. Inga underarter finns listade i Catalogue of Life.